# Baetis taldybulaki
Baetis taldybulaki is een haft uit de familie Baetidae. De wetenschappelijke naam van de soort is voor het eerst geldig gepubliceerd in 2012 door Sroka, Godunko, Novikova & Kluge.
De soort komt voor in het Palearctisch gebied.